# ممزي الأخير
ممزي الأخير (بالإنجليزية: The Last Mimzy)‏ هو فيلم دراما مغامرات خيال علمي أمريكي من إخراج روبرت الشايع وبطولة تيموثي هوتون، جولي ريتشاردسون، راين ويلسون، كاثرين هان ومايكل كلارك دانكن. صدر الفيلم في 23 مارس 2007.

## وصلات خارجية
- ممزي الأخير على موقع IMDb (الإنجليزية)
- ممزي الأخير على موقع روتن توميتوز (الإنجليزية)
- ممزي الأخير على موقع نتفليكس (الإنجليزية)
- ممزي الأخير على موقع قاعدة بيانات الأفلام العربية
- ممزي الأخير على موقع ألو سيني (الفرنسية)
- ممزي الأخير على موقع أول موفي (الإنجليزية)
- ممزي الأخير على موقع بوكس أوفيس موجو (الإنجليزية)
- ممزي الأخير على موقع قاعدة بيانات الأفلام السويدية (السويدية)
- ممزي الأخير على موقع قاعدة بيانات الفيلم (الإنجليزية)
- ممزي الأخير على موقع ليتربوكسد (الإنجليزية)